# Run Devil Run
Run Devil Run es el duodécimo álbum de estudio del músico británico Paul McCartney, publicado por la compañía discográfica Parlophone en octubre de 1999. Incluyó versiones de clásicos del rock and roll de la década de 1950 así como tres nuevas composiciones de McCartney compuestas en el mismo estilo: «Run Devil Run», «Try Not To Cry» y «What It Is». Como primer proyecto tras la muerte de su esposa Linda McCartney en 1998, McCartney sintió la necesidad de volver a sus raíces musicales e interpretar temas que solía escuchar cuando era joven. El 14 de diciembre de 1999, McCartney regresó al Cavern Club, local desde donde saltó a la fama con The Beatles, para promocionar el nuevo disco.

## Trasfondo
Tras la muerte de su esposa Linda McCartney en abril de 1998, McCartney estuvo un año retirado temporalmente de la música. Con la intención de mantener la frescura, tal y como aprendió de su trabajo en el proyecto The Beatles Anthology y de la grabación de Flaming Pie, McCartney decidió grabar un nuevo álbum lo más rápido posible, siguiendo el estilo que realizaba con The Beatles en sus primeros años. Tras contratar a Chris Thomas como productor musical, McCartney reservó tiempo en los Abbey Road Studios. Previamente, Thomas había trabajado con McCartney como ingeniero del álbum The Beatles y como coproductor del álbum de Wings Back to the Egg.

## Contenido
Run Devil Run consiste en doce versiones de canciones de rock and roll junto a tres temas originales de McCartney: «Run Devil Run», «Try Not To Cry» y «What It Is». «Blue Jene Bop» fue compuesta y grabada por Gene Vincent en 1956. «She Said Yeah» fue grabada por Larry Williams, mientras que «All Shook Up» fue popularizada por Elvis Presley. Por otra parte, «No Other Baby» fue compuesta por Dickie Bishop y Bob Watson y grabada originalmente en 1958 por el grupo de skiffle The Vipers. Dicha versión fue producida por George Martin, posteriormente conocido como productor de The Beatles. «Lonesome Town», «Movie Magg» y «Brown Eyed Handsome Man» fueron grabadas respectivamente por Ricky Nelson, Carl Perkins y Chuck Berry respectivamente. «What It Is» había sido escrita unos meses antes de la muerte de Linda, mientras que «Shake a Hand» fue compuesta por Joe Morris y grabada por Little Richard en 1958.

## Grabación
Con la esperanza de trabajar con músicos fiables y empáticos, McCartney llamó al guitarrista de Pink Floyd David Gilmour, que había trabajado previamente con él en las sesiones de The Dark Side of the Moon, donde el músico grabó varias voces que finalmente no fueron utilizadas. Gilmour volvió a trabajar con McCartney en la canción «Rockestra Theme» y en las sesiones de los álbumes Give My Regards to Broad Street y Flowers in the Dirt. McCartney también reclutó al guitarrista Mick Green, que trabajó en el álbum Снова в СССР, a los teclistas Pete Wingfield y Geraint Watkins, y a los baterías Dave Mattacks y Ian Paice. Aunque McCartney tocó el bajo en el disco, también tocó varias partes de guitarra eléctrica. El músico quiso que las sesiones fueron registradas sin ningún tipo de posproducción. McCartney había traído una lista de canciones que quería tocar, procedentes de clásicos del rock and roll de su infancia. Las primeras sesiones tuvieron lugar durante una semana a comienzos de marzo, seguidas por unas pocas sesiones entre abril y mayo.

## Recepción
Publicado en octubre de 1999, Run Devil Run recibió críticas entusiastas por parte de la prensa especializada y obtuvo buenos resultados en las listas de ventas, alcanzando el puesto 12 en el Reino Unido y el 27 en la lista estadounidense Billboard 200. 
Para estimular las ventas se publicaron varios sencillos y discos extra. Dos ediciones especiales de Run Devil Run, con discos extra de edición limitada, estuvieron disponibles en algunas tiendas: una de ellas, vendida a través de Best Buy, incluía un disco extra con entrevistas. Otra edición limitada similar, vendida a través de Musicland y de tiendas Sam Goody, incluía un EP de cuatro discos con las versiones originales de las canciones: «Blue Jean Bop» de Gene Vicent, «Lonesome Town» de Ricky Nelson, «Coquette» de Fats Domino, y Let's Have a Party» de Wanda Jackson.
La canción «No Other Baby» fue publicada en Reino Unido como sencillo de 7 pulgadas en formato vinilo, con dos canciones como cara B: «Brown Eyed Handsome Man» y «Fabulous». En Estados Unidos, «No Other Baby» fue publicado con «Try Not To Cry» como cara B. «No Other Baby», «Brown Eyed Handsome Man» y «Fabulous» fueron publicadas también en dos sencillos en formato CD, uno de los cuales con las tres canciones en estéreo y el otro con las versiones en mono. 
En 2007, Run Devil Run fue publicado en formato de descarga digital en la tienda de iTunes con «Fabulous» como tema extra.

## Lista de canciones
| N.º | Título                    | Escritor(es)                            | Duración |  |
| 1.  | «Blue Jean Bop»           | Gene Vincent, Morris Levy               | 1:57     |  |
| 2.  | «She Said Yeah»           | Larry Williams                          | 2:07     |  |
| 3.  | «All Shook Up»            | Otis Blackwell, Elvis Presley           | 2:06     |  |
| 4.  | «Run Devil Run»           | Paul McCartney                          | 2:36     |  |
| 5.  | «No Other Baby»           | Dickie Bishop, Bob Watson               | 4:18     |  |
| 6.  | «Lonesome Town»           | Baker Knight                            | 3:30     |  |
| 7.  | «Try Not To Cry»          | Paul McCartney                          | 2:41     |  |
| 8.  | «Movie Magg»              | Carl Perkins                            | 2:12     |  |
| 9.  | «Brown Eyed Handsome Man» | Chuck Berry                             | 2:27     |  |
| 10. | «What It Is»              | Paul McCartney                          | 2:23     |  |
| 11. | «Coquette»                | Johnny Green, Carmen Lombardo, Gus Kahn | 2:43     |  |
| 12. | «I Got Stung»             | David Hill, Aaron Schroeder             | 2:40     |  |
| 13. | «Honey Hush»              | Joe Turner                              | 2:36     |  |
| 14. | «Shake a Hand»            | Joe Morris                              | 3:52     |  |
| 15. | «Party»                   | Jessie Mae Robinson                     | 2:38     |  |

## Personal
- Paul McCartney: bajo Höfner, guitarras y voz
- David Gilmour: guitarras Fender Squire y Gibson y coros
- Mick Green: guitarra Fender Stratocaster
- Pete Wingfield: teclados
- Ian Paice: batería
- Dave Mattacks: batería en «All Shook Up» y «Try Not to Cry»

## Posición en listas
| País              | Lista                   | Posición |
| ----------------- | ----------------------- | -------- |
| Alemania          | Media Control Chart     | 21       |
| Bélgica (Flandes) | Ultratop 200 Albums     | 44       |
| Estados Unidos    | Billboard 200           | 27       |
| Francia           | SNEP Albums Chart       | 55       |
| Noruega           | Norwegian Top 40 Albums | 12       |
| Países Bajos      | Mega Albums Top 100     | 53       |
| Reino Unido       | UK Albums Chart         | 12       |
| Suecia            | Swedish Albums Chart    | 23       |
| Suiza             | Swiss Music Charts      | 36       |

| Sencillo        | País        | Lista            | Posición |
| --------------- | ----------- | ---------------- | -------- |
| «No Other Baby» | Reino Unido | UK Singles Chart | 42       |

## Certificaciones
| Fecha                   | País        | Organismo certificador | Certificación | Ventas certificadas |
| ----------------------- | ----------- | ---------------------- | ------------- | ------------------- |
| 17 de diciembre de 1999 | Reino Unido | BPI                    | Oro           | 100 000             |